# Hydrelia sanguiniplaga
Hydrelia sanguiniplaga är en fjärilsart som beskrevs av Swinhoe 1902. Hydrelia sanguiniplaga ingår i släktet Hydrelia och familjen mätare. Inga underarter finns listade i Catalogue of Life.